# Rejencja katowicka

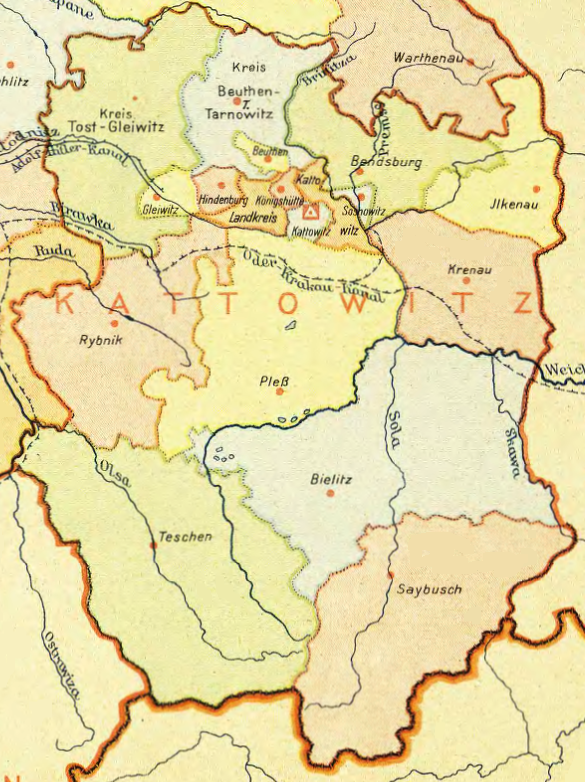
Podział administracyjny rejencji w 1943 r.

Rejencja katowicka (niem. Regierungsbezirk Kattowitz) − jednostka administracyjna utworzona w większości na okupowanych terenach II RP w 1939 roku, istniejąca do 1945 roku, obecnie część województwa śląskiego i województwa małopolskiego.
Rejencja została utworzona 26 listopada 1939 roku w ramach pruskiej prowincji Śląsk (śląskiej). Złożyły się na nią tereny zarówno polskiego Śląska (bez powiatu lublinieckiego, który przeszedł do rejencji opolskiej) z polską częścią Zaolzia, Kraiku hulczyńskiego, jak i ziem polskich wcześniej ze Śląskiem niezwiązanych, a należących w okresie II RP do województw kieleckiego i krakowskiego. Do rejencji przyłączono też część terenów należących w latach 1922–1939 do Niemiec, by skupić w jednej jednostce administracyjnej wszystkie miasta i powiaty tworzące Górnośląski Okręg Przemysłowy, likwidując przy okazji ślady międzywojennej granicy państwowej. 
W latach 1939–1941 rejencja katowicka stanowiła część prowincji Śląsk (śląskiej, Provinz Schlesien) z siedzibą we Wrocławiu, a od 18 stycznia 1941 roku wraz z rejencją opolską tworzyła odrębną prowincję Górny Śląsk (górnośląską, Provinz Oberschlesien) z siedzibą w Katowicach. 
Lista powiatów rejencji katowickiej:
- powiaty miejskie (niem. Stadtkreise)
  - Beuthen O.S. (Bytom) – niemiecki powiat od 1890 (rejencja opolska),
  - Gleiwitz (Gliwice) – niemiecki powiat od 1897 (rejencja opolska),
  - Hindenburg (Zabrze) – niemiecki powiat od 1927 (rejencja opolska),
  - Kattowitz (Katowice) – polski powiat (woj. śląskie; utworzony w Niemczech w 1899),
  - Königshütte O.S. (Królewska Huta = Chorzów) – polski powiat (woj. śląskie; utworzony w Niemczech w 1898),
  - Sosnowitz (Sosnowiec)  – polski powiat utworzony w 1928 (woj. kieleckie),

- powiaty ziemskie (niem. Landkreise)
  - Landkreis Bendsburg (będziński) – utworzony w 1939 (do 1941 pod nazwą Landkreis Bendzin[1]) z obszaru polskiego powiatu będzińskiego (woj. kieleckie),
  - Landkreis Beuthen-Tarnowitz (bytomsko-tarnogórski) – niemiecki powiat, do 1939 w rejencji opolskiej, utworzony w 1927 ze skrawków powiatów bytomskiego i tarnogórskiego, które w 1922 pozostały przy Niemczech; w 1941 powiększony o obszar polskiego powiatu tarnogórskiego (w latach 1939–1941 Landkreis Tarnowitz, zob. poniżej),
  - Landkreis Bielitz (bielski) – utworzony w 1939 z polskich jednostek: powiatu ziemskiego bielskiego i miasta wydzielonego Bielsko (woj. śląskie) oraz powiatu bialskiego i części wadowickiego (woj. krakowskie; Andrychów, Kalwaria, Mucharz, Spytkowice, Wadowice, Wieprz, Zator),
  - Landkreis Ilkenau (olkuski) – utworzony w 1939 (do 1941 pod nazwą Landkreis Olkusch[2]) z części polskiego powiatu olkuskiego (woj. krakowskie; Olkusz, Bolesław, Sławków, częściowo Rabsztyn i Ogrodzieniec),
  - Landkreis Kattowitz (katowicki)  – utworzony w 1939 z obszarów polskich powiatów katowickiego i świętochłowickiego (woj. śląskie),
  - Landkreis Krenau (chrzanowski)  – utworzony w 1939 (do 1941 pod nazwą Landkreis Chrzanow[3]) z większej części polskiego powiatu chrzanowskiego (woj. krakowskie; bez Krzeszowic, Alwerni, Nowej Góry i Tenczynka, które pozostały w GG),
  - Landkreis Pleß (pszczyński) – utworzony w 1939 z obszaru polskiego powiatu pszczyńskiego (woj. śląskie),
  - Landkreis Rybnik (rybnicki) – utworzony w 1939 z obszaru polskiego powiatu rybnickiego (woj. śląskie),
  - Landkreis Saybusch (żywiecki) – utworzony w 1939 z obszaru polskiego powiatu żywieckiego (woj. krakowskie),
  - Landkreis Tarnowitz (tarnogórski) – utworzony w 1939 z obszaru polskiego powiatu tarnogórskiego (woj. śląskie); w 1941 włączony do powiatu bytomsko-tarnogórskiego,
  - Landkreis Teschen (cieszyński) – utworzony w 1939 z polskich powiatów cieszyńskiego i frysztackiego (woj. śląskie),
  - Landkreis Tost-Gleiwitz (toszecko-gliwicki) – niemiecki powiat, do 1939 w rejencji opolskiej.